# Royal Rumble
De Royal Rumble is een sinds 1988 jaarlijks professioneel worstel-pay-per-view (PPV) en WWE Network evenement dat georganiseerd wordt door de Amerikaanse worstelorganisatie WWE. Het is één van WWE's "Big Four" pay-per-views samen met Wrestlemania, SummerSlam en Survivor Series.

## Geschiedenis

### Evenement
Het evenement Royal Rumble was tussen 1988 en 2004 de eerste pay-per-view van het jaar, met name tot de introductie van het evenement New Year's Revolution in 2005. Dit evenement vond plaats op de eerste zondag van het jaar. Na de afschaffing van het evenement New Year's Revolution in 2008 - laatste editie dateert van januari 2007 - werd het evenement Royal Rumble opnieuw de eerste pay-per-view van het jaar. Het evenement en de wedstrijd worden jaarlijks georganiseerd op de laatste zondag van januari, hoewel in de beginjaren het tweede of derde weekend van januari niet ongebruikelijk was. Van 2002 tot 2010 werden telkens worstelaars uit zowel de shows Raw als SmackDown geselecteerd. Tussen 2006 en 2010 maakten ook worstelaars die uitkwamen voor de show ECW deel uit van de Royal Rumble, tot het programma werd stopgezet. Sinds de editie van 2017 verloopt de selectie terug als zodanig, na de nieuwe split van de shows in juni 2016. Er worden bij het evenement naast de traditionele Royal Rumble ook afzonderlijke wedstrijden georganiseerd, doorgaans voor het begeerde WWE Championship. Sinds de editie 1993 heeft de winnaar vrij de keuze voor welke titel hij in maart of april uitdaagt bij WrestleMania; het WWE Championship of - sinds 2016 - het WWE Universal Championship. Voorheen kon de winnaar van Royal Rumble de houder van het World Heavyweight Championship uitdagen, maar in december 2013 werd het World Heavyweight Championship opgeheven en verenigd met het WWE Championship.
Ric Flair en Triple H zijn de enigen die het WWE World Heavyweight Championship hebben gewonnen ín een Royal Rumble, in 1992 en 2016 respectievelijk.

Sinds 2018 wordt er een Royal Rumble match georganiseerd voor vrouwelijke worstelaars. Asuka was de inaugurele winnares

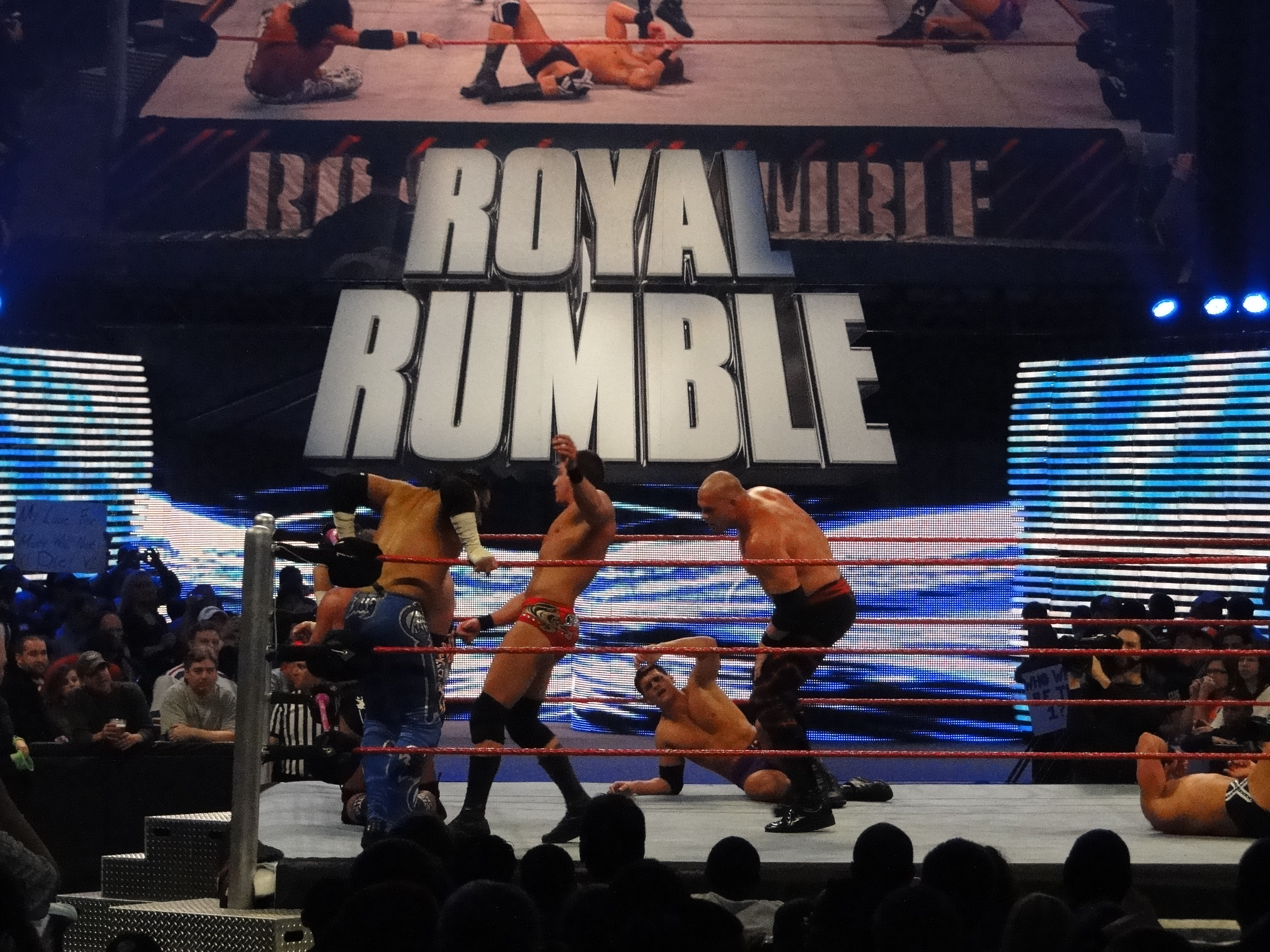
Royal Rumble match in 2010

### Match
De Royal Rumble match is gebaseerd op een Battle Royal match, waarvan 30 worstelaars (uitzondering: 1988 (20 worstelaars), 2011 (40 worstelaars)) andere concurrenten proberen te elimineren, waarbij beide voeten de grond moeten raken. De winnaar van de wedstrijd is de laatste worstelaar die overblijft nadat alle anderen zijn geëlimineerd.

## Chronologie

### Mannen
| Evenement         | Datum           | Stad             | Locatie                      | Winnaar                 |
| ----------------- | --------------- | ---------------- | ---------------------------- | ----------------------- |
| Royal Rumble 1988 | 24 januari 1988 | Hamilton         | Copps Coliseum               | "Hacksaw" Jim Duggan    |
| Royal Rumble 1989 | 15 januari 1989 | Houston          | Compaq Center                | Big John Studd          |
| Royal Rumble 1990 | 21 januari 1990 | Orlando          | Amway Arena                  | Hulk Hogan              |
| Royal Rumble 1991 | 19 januari 1991 | Miami            | Miami Arena                  | Hulk Hogan              |
| Royal Rumble 1992 | 19 januari 1992 | Albany           | Times Union Center           | Ric Flair 1             |
| Royal Rumble 1993 | 24 januari 1993 | Sacramento       | ARCO Arena                   | Yokozuna                |
| Royal Rumble 1994 | 22 januari 1994 | Providence       | Dunkin' Donuts Center        | Bret Hart & Lex Luger 2 |
| Royal Rumble 1995 | 22 januari 1995 | Tampa            | USF Sun Dome                 | Shawn Michaels          |
| Royal Rumble 1996 | 21 januari 1996 | Fresno           | Selland Arena                | Shawn Michaels          |
| Royal Rumble 1997 | 19 januari 1997 | San Antonio      | Alamodome                    | Stone Cold Steve Austin |
| Royal Rumble 1998 | 18 januari 1998 | San Jose         | San Jose Arena               | Stone Cold Steve Austin |
| Royal Rumble 1999 | 24 januari 1999 | Anaheim          | Honda Center                 | Vince McMahon           |
| Royal Rumble 2000 | 23 januari 2000 | New York         | Madison Square Garden        | The Rock                |
| Royal Rumble 2001 | 21 januari 2001 | New Orleans      | New Orleans Arena            | Stone Cold Steve Austin |
| Royal Rumble 2002 | 20 januari 2002 | Atlanta          | Philips Arena                | Triple H                |
| Royal Rumble 2003 | 19 januari 2003 | Boston           | Fleet Center                 | Brock Lesnar            |
| Royal Rumble 2004 | 25 januari 2004 | Philadelphia     | Wachovia Center              | Chris Benoit            |
| Royal Rumble 2005 | 30 januari 2005 | Fresno           | Save Mart Center             | Batista 3               |
| Royal Rumble 2006 | 29 januari 2006 | Miami            | American Airlines Arena      | Rey Mysterio            |
| Royal Rumble 2007 | 28 januari 2007 | San Antonio      | AT&T Center                  | The Undertaker          |
| Royal Rumble 2008 | 27 januari 2008 | New York         | Madison Square Garden        | John Cena               |
| Royal Rumble 2009 | 25 januari 2009 | Detroit          | Joe Louis Arena              | Randy Orton             |
| Royal Rumble 2010 | 31 januari 2010 | Atlanta          | Philips Arena                | Edge                    |
| Royal Rumble 2011 | 30 januari 2011 | Boston           | TD Garden                    | Alberto Del Rio         |
| Royal Rumble 2012 | 29 januari 2012 | Saint Louis      | Scottrade Center             | Sheamus                 |
| Royal Rumble 2013 | 27 januari 2013 | Phoenix          | US Airways Center            | John Cena               |
| Royal Rumble 2014 | 26 januari 2014 | Pittsburgh       | Consol Energy Center         | Batista                 |
| Royal Rumble 2015 | 25 januari 2015 | Philadelphia     | Wells Fargo Center           | Roman Reigns            |
| Royal Rumble 2016 | 24 januari 2016 | Orlando          | Amway Center                 | Triple H 4              |
| Royal Rumble 2017 | 29 januari 2017 | San Antonio      | Alamodome                    | Randy Orton             |
| Royal Rumble 2018 | 28 januari 2018 | Philadelphia     | Wells Fargo Center           | Shinsuke Nakamura       |
| Royal Rumble 2019 | 28 januari 2019 | Phoenix          | Chase Field                  | Seth Rollins            |
| Royal Rumble 2020 | 26 januari 2020 | Houston          | Minute Maid Park             | Drew McIntyre           |
| Royal Rumble 2021 | 31 januari 2021 | St. Petersburg   | Tropicana Field              | Edge                    |
| Royal Rumble 2022 | 29 januari 2022 | Saint Louis      | The Dome at America's Center | Brock Lesnar            |
| Royal Rumble 2023 | 28 januari 2023 | San Antonio      | Alamodome                    | Cody Rhodes             |
| Royal Rumble 2024 | 27 januari 2024 | Saint Petersburg | Tropicana Field              | Cody Rhodes             |
| Royal Rumble 2025 | 1 februari 2025 | Indianapolis     | Lucas Oil Stadium            | Jey Uso                 |

### Vrouwen
| Evenement         | Datum           | Stad             | Locatie                      | Winnaar         |
| ----------------- | --------------- | ---------------- | ---------------------------- | --------------- |
| Royal Rumble 2018 | 28 januari 2018 | Philadelphia     | Wells Fargo Center           | Asuka           |
| Royal Rumble 2019 | 28 januari 2019 | Phoenix          | Chase Field                  | Becky Lynch     |
| Royal Rumble 2020 | 26 januari 2020 | Houston          | Minute Maid Park             | Charlotte Flair |
| Royal Rumble 2021 | 31 januari 2021 | St. Petersburg   | Tropicana Field              | Bianca Belair   |
| Royal Rumble 2022 | 29 januari 2022 | Saint Louis      | The Dome at America's Center | Ronda Rousey    |
| Royal Rumble 2023 | 28 januari 2023 | San Antonio      | Alamodome                    | Rhea Ripley     |
| Royal Rumble 2024 | 27 januari 2024 | Saint Petersburg | Tropicana Field              | Bayley          |
| Royal Rumble 2025 | 1 februari 2025 | Indianapolis     | Lucas Oil Stadium            | Charlotte Flair |

1Ric Flair veroverde het vacante WWF World Heavyweight Championship 
 2Bret Hart en Lex Luger gingen samen als laatste over het bovenste touw, waardoor twee winnaars werden uitgeroepen 
 3Batista en John Cena gingen samen als laatste over het bovenste touw, maar Vince McMahon herstartte de wedstrijd 
 4Triple H veroverde het WWE World Heavyweight Championship van titelverdediger Roman Reigns, die tevens als voorlaatste door Triple H werd geëlimineerd

## Records
| Record                                    | Worstelaar                      | Gegevens                                             |
| ----------------------------------------- | ------------------------------- | ---------------------------------------------------- |
| Meest gewonnen                            | Stone Cold Steve Austin         | 3 keer                                               |
| Langst in de ring gebleven                | Rey Mysterio                    | 1:02:12 2006                                         |
| Kortst in de ring gebleven                | Sheamus                         | 0:01.6 2018                                          |
| Oudste winnaar                            | Vince McMahon                   | 53 jaar 1999                                         |
| Jongste winnaar                           | Brock Lesnar                    | 25 jaar 2003                                         |
| Langste winnaar                           | The Undertaker + Big John Studd | 208 cm                                               |
| Kleinste winnaar                          | Rey Mysterio                    | 168 cm                                               |
| Zwaarste winnaar                          | Yokozuna                        | 250 kg                                               |
| Lichtste winnaar                          | Rey Mysterio                    | 75 kg                                                |
| Meeste eliminaties in totaal              | Kane                            | 45                                                   |
| Meeste opeenvolgende deelnames            | Kane                            | 18 keer (1999-2016)                                  |
| Meeste deelnames in één Rumble            | Mick Foley                      | 3 keer 19981                                         |
| Meeste eliminaties in 1 rumble            | Braun Strowman + Brock Lesnar   | 13 (2018, 2020)                                      |
| Meeste eliminaties in minder dan 1 minuut | The Great Khali                 | 7 in 45 s 2007                                       |
| Diva deelnames                            | Chyna                           | 2 keer (1999, 2000)                                  |
| Diva deelnames                            | Beth Phoenix                    | 1 keer 2010                                          |
| Diva deelnames                            | Kharma                          | 1 keer 2012                                          |
| Record                                    | Jaar                            | Gegevens                                             |
| Langste match                             | 2002                            | 1:09:23                                              |
| Kortste match                             | 1988                            | 33:00 (deze editie had slechts 20 deelnemers)        |
| Kortste match (met 30 deelnemers)         | 1995                            | 38:30 (elke minuut kwam nieuwe deelnemer in de ring) |

1Foley worstelde onder zijn drie gekende ringnamen of personages "Mankind", "Cactus Jack" en "Dude Love"

## Lijst van afzonderlijke Royal Rumble-wedstrijden (selectie)
| Nummer | Editie | Datum           | Stad                        | Wedstrijd | Winnaar                           | Duur        | Opmerking |
| ------ | ------ | --------------- | --------------------------- | --- | --------------------------------- | ----------- | --- |
| 1      | 1988   | 24 januari 1988 | Hamilton (Ontario)          | Ricky Steamboat vs. Rick Rude "The Islanders" (Haku & Tama) vs. "The Young Stallions" (Paul Roma & Jim Powers)                                                | Ricky Steamboat The Islanders     | 16:40 14:00 | "The Islanders" vs. "The Young Stallions - "Best Two Out Of Three Falls"; eerste team dat 2-0 of 2-1 scoort, wint |
| 2      | 1989   | 15 januari 1989 | Houston (Texas)             | Jim Duggan & The Hart Foundation (Bret Hart & Jim Neidhart) vs. Dino Bravo & "The Fabulous Rougeau Brothers" (Jacques & Raymond Rougeau)                      | Jim Duggan & The Hart Foundation  | 15:42       | "Best Two Out Of Three Falls"; eerste team dat 2-0 of 2-1 scoort, wint |
| 3      | 1990   | 21 januari 1990 | Orlando (Florida)           | Greg Valentine vs. Ron Garvin | Ron Garvin                        | 16:55       | Submission match |
| 4      | 1991   | 19 januari 1991 | Miami (Florida)             | The Rockers (Shawn Michaels & Marty Jannetty) vs. "The Orient Express" (Pat Tanaka & Paul Diamond)                                                            | The Rockers                       | 19:15       | Tag team match |
| 5      | 1992   | 19 januari 1992 | Albany (New York)           | The New Foundation (Jim Neidhart & Owen Hart) vs. "The Orient Express" (Pat Tanaka & Paul Diamond)                                                            | The New Foundation                | 17:18       | Tag team match; enige wedstrijd van Neidhart en Hart als team op pay-per-view |
| 6      | 1993   | 24 januari 1993 | Sacramento (Californië)     | Shawn Michaels (c) vs. Marty Jannetty voor het WWF Intercontinental Championship Bret Hart (c) vs. Razor Ramon voor het WWF World Heavyweight Championship    | Shawn Michaels (c) Bret Hart (c)  | 14:20 17:52 | |
| 7      | 1994   | 23 januari 1994 | Providence (Rhode Island)   | Yokozuna (c) vs. The Undertaker voor het WWF World Heavyweight Championship                                                                                   | Yokozuna (c)                      | 14:20       | "Casket"-regels; eerste worstelaar die in een doodskist belandt, verliest |
| 8      | 1995   | 22 januari 1995 | Tampa (Florida)             | Razor Ramon (c) vs. Jeff Jarrett voor het WWF Intercontinental Championship "Diesel" Kevin Nash (c) vs. Bret Hart voor het WWF World Heavyweight Championship | Jeff Jarrett (nc) /               | 18:06 27:19 | De wedstrijd tussen Diesel en Hart leverde geen winnaar op |
| 9      | 1996   | 21 januari 1996 | Fresno (Californië)         | Bret Hart (c) vs. The Undertaker voor het WWF World Heavyweight Championship                                                                                  | The Undertaker                    | 28:31       | The Undertaker versloeg Hart via diskwalificatie, waardoor die laatste titelhouder bleef |
| 10     | 1997   | 19 januari 1997 | San Antonio (Texas)         | Sycho Sid (c) vs. Shawn Michaels voor het WWF World Heavyweight Championship                                                                                  | Shawn Michaels (nc)               | 13:49       | |
| 11     | 1998   | 18 januari 1998 | San Jose (Californië)       | Shawn Michaels (c) vs. The Undertaker voor het WWF World Heavyweight Championship                                                                             | Shawn Michaels (c)                | 20:30       | "Casket"-regels; eerste worstelaar die in een doodskist belandt, verliest - Shawn Michaels liep tijdens de wedstrijd een rugblessure op die hem in maart 1998 zou dwingen een tijdelijk punt te zetten achter zijn carrière, maar hij keerde alsnog terug naar de ring in augustus 2002 |
| 12     | 1999   | 24 januari 1999 | Anaheim (Californië)        | "Mankind" Mick Foley (c) vs. The Rock voor het WWF Championship                                                                                               | The Rock (nc)                     | 21:46       | "I Quit" match |
| 13     | 2000   | 23 januari 2000 | New York                    | Triple H (c) vs. "Cactus Jack" Mick Foley voor het WWF Championship                                                                                           | Triple H (c)                      | 26:55       | "Street Fight"-regels; allerhande "wapens" toegelaten |
| 14     | 2001   | 21 januari 2001 | New Orleans (Louisiana)     | Chris Benoit (c) vs. Chris Jericho voor het WWF Intercontinental Championship Kurt Angle (c) vs. Triple H voor het WWF Championship                           | Chris Jericho (nc) Kurt Angle (c) | 18:44 24:16 | Benoit en Jericho namen het tegen elkaar op in een ladder match |
| 15     | 2002   | 20 januari 2002 | Atlanta (Georgia)           | Chris Jericho (c) vs. The Rock voor het WWF Undisputed Championship                                                                                           | Chris Jericho (c)                 | 18:48       | |
| 16     | 2003   | 19 januari 2003 | Boston (Massachusetts)      | Triple H (c) vs. Scott Steiner voor het World Heavyweight Championship Kurt Angle (c) vs. Chris Benoit voor het WWE Championship                              | Scott Steiner Kurt Angle (c)      | 18:14 19:49 | Steiner versloeg Triple H via diskwalificatie, waardoor die laatste titelhouder bleef |
| 17     | 2004   | 25 januari 2004 | Philadelphia (Pennsylvania) | Triple H (c) vs. Shawn Michaels voor het World Heavyweight Championship                                                                                       | /                                 | 22:46       | "Last Man Standing"-regels; eerste worstelaar die niet binnen 10 seconden opstaat, verliest - Triple H en Michaels waren allebei uitgeteld |
| 18     | 2005   | 30 januari 2005 | Fresno (Californië)         | Edge vs. Shawn Michaels Triple H (c) vs. Randy Orton voor het World Heavyweight Championship                                                                  | Edge Triple H (c)                 | 18:32 21:28 | |
| 19     | 2006   | 29 januari 2006 | Miami (Florida)             | Edge (c) vs. John Cena voor het WWE Championship | John Cena (nc)                    | 15:01       | |
| 20     | 2007   | 28 januari 2007 | San Antonio (Texas)         | John Cena (c) vs. Umaga voor het WWE Championship | John Cena (c)                     | 23:09       | "Last Man Standing"-regels; eerste worstelaar die niet binnen 10 seconden opstaat, verliest |
| 21     | 2008   | 27 januari 2008 | New York                    | Randy Orton (c) vs. Jeff Hardy voor het WWE Championship | Randy Orton (c)                   | 14:03       | |
| 22     | 2009   | 25 januari 2009 | Detroit (Michigan)          | Jeff Hardy (c) vs. Edge voor het WWE Championship | Edge (nc)                         | 19:22       | "No Disqualification"-regels; geen diskwalificatie, alles toegelaten |
| 23     | 2010   | 31 januari 2010 | Atlanta (Georgia)           | The Undertaker (c) vs. Rey Mysterio voor het World Heavyweight Championship                                                                                   | The Undertaker (c)                | 11:09       | |
| 24     | 2011   | 30 januari 2011 | Boston (Massachusetts)      | Edge (c) vs. Dolph Ziggler voor het World Heavyweight Championship The Miz (c) vs. Randy Orton voor het WWE Championship                                      | Edge (c) The Miz (c)              | 20:45 19:50 | |
| 25     | 2012   | 29 januari 2012 | St. Louis (Missouri)        | CM Punk (c) vs. Dolph Ziggler voor het WWE Championship | CM Punk (c)                       | 14:30       | John Laurinaitis deed dienst als gastscheidsrechter |
| 26     | 2013   | 27 januari 2013 | Phoenix (Arizona)           | CM Punk (c) vs. The Rock voor het WWE Championship | The Rock (nc)                     | 23:20       | CM Punk was aanvankelijk de winnaar, maar Vince McMahon herstartte de wedstrijd omdat de worstelgroep The Shield zich (fictief) roerde ten voordele van CM Punk; de groep had zich in het verleden al meermaals ten dienste gesteld van CM Punk, waardoor McMahon ingreep               |
| 27     | 2014   | 26 januari 2014 | Pittsburgh (Pennsylvania)   | Randy Orton (c) vs. John Cena voor het WWE World Heavyweight Championship                                                                                     | Randy Orton (c)                   | 20:54       | |
| 28     | 2015   | 25 januari 2015 | Philadelphia (Pennsylvania) | Brock Lesnar (c) vs. Seth Rollins vs. John Cena voor het WWE World Heavyweight Championship                                                                   | Brock Lesnar (c)                  | 22:42       | |
| 29     | 2016   | 24 januari 2016 | Orlando (Florida)           | Dean Ambrose (c) vs. Kevin Owens voor het WWE Intercontinental Championship                                                                                   | Dean Ambrose (c)                  | 20:50       | "Last Man Standing"-regels; eerste worstelaar die niet binnen 10 seconden opstaat, verliest |
| 30     | 2017   | 29 januari 2017 | San Antonio (Texas)         | A.J. Styles (c) vs. John Cena voor het WWE Championship | John Cena (nc)                    | 24:10       | John Cena evenaarde Ric Flair als recordhouder van het WWE World Heavyweight Championship met 16 overwinningen |
| 31     | 2018   | 28 januari 2018 | Philadelphia (Pennsylvania) | A.J. Styles (c) vs. Kevin Owens & Sami Zayn voor het WWE Championship                                                                                         | A.J. Styles (c)                   | 15:55       | "Handicap"-regels; Styles moest de titel verdedigen tegen Owens en Zayn, die samenwerkten als team |
| 32     | 2019   | 27 januari 2019 | Phoenix (Arizona)           | Daniel Bryan (c) vs. A.J. Styles voor het WWE Championship | Daniel Bryan (c)                  | 24:35       | |
| 33     | 2020   | 26 januari 2020 | Houston                     | "The Fiend" Bray Wyatt (c) vs. Daniel Bryan | "The Fiend" Bray Wyatt (c)        | 17:31       | |
| 34     | 2021   | 31 januari 2021 | Saint Petersburg            | Roman Reigns (met Paul Heyman) (c) vs. Kevin Owens voor het WWE Universal Championship                                                                        | Roman Reigns (c)                  | 24:54       | |
| 35     | 2022   | 29 januari 2022 | Saint Louis                 | Edge & Beth Phoenix vs. The Miz & Maryse | Edge & Beth Phoenix               | 12:30       | |

## Galerij

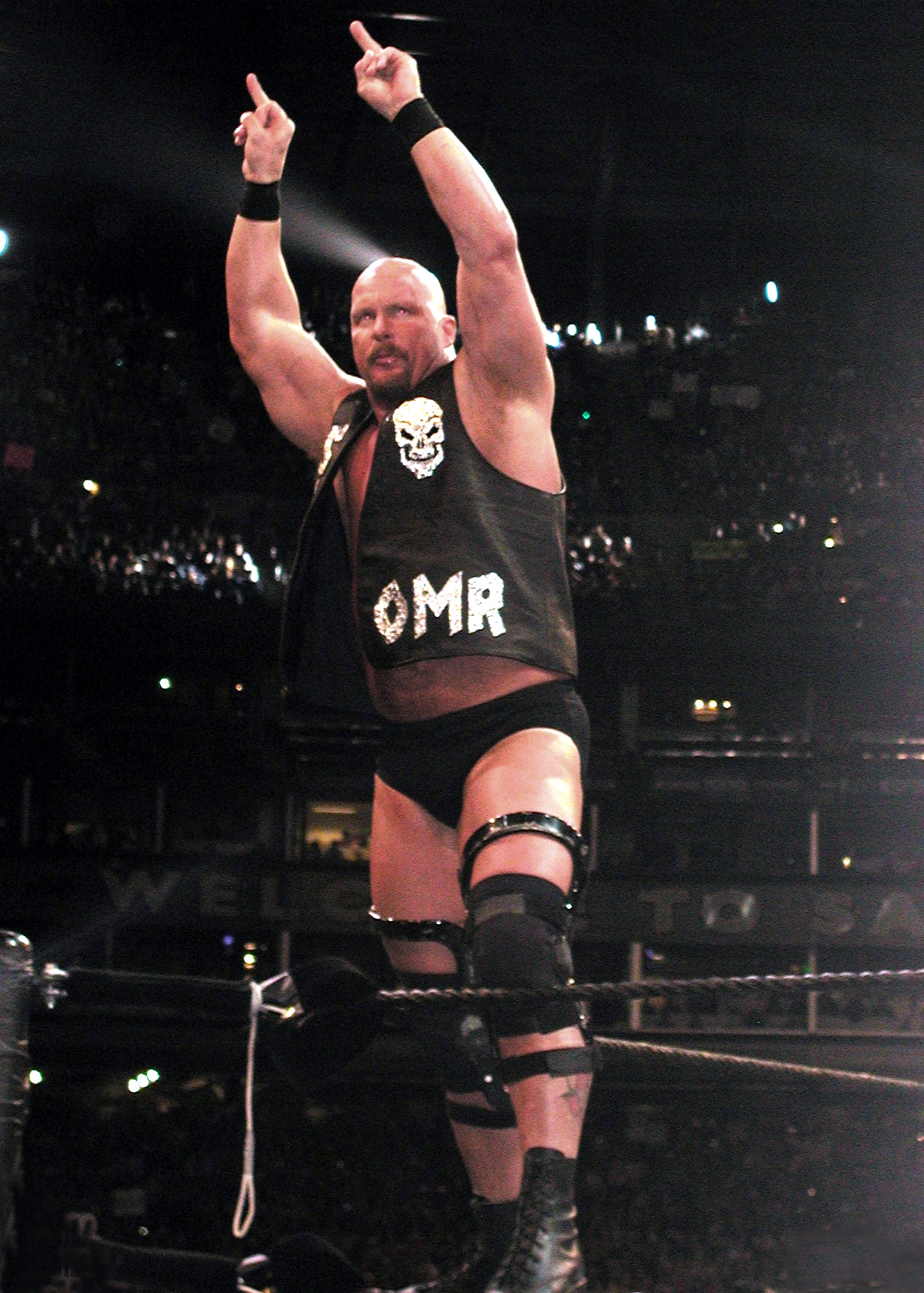
Stone Cold Steve Austin (recordhouder), winnaar van 1997, 1998 en 2001
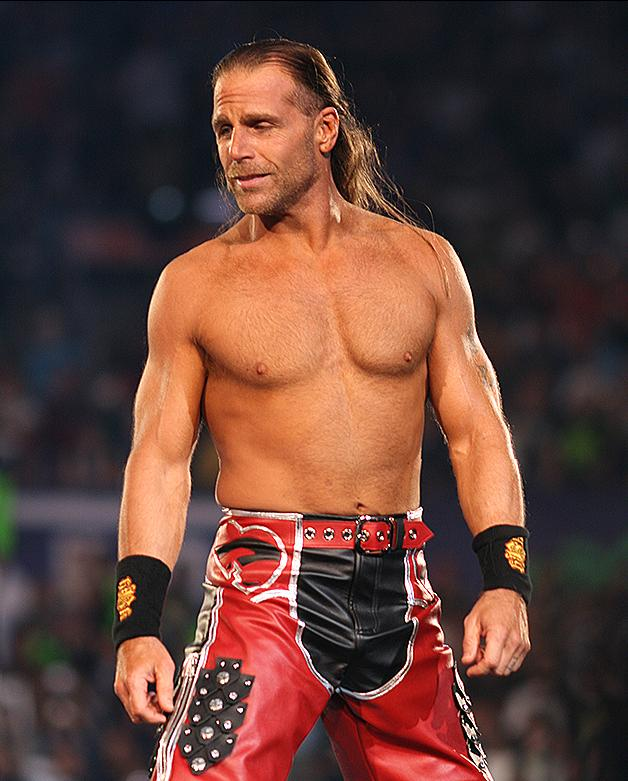
Shawn Michaels, winnaar van 1995 en 1996